# 尤哈利 (喬治亞州)
尤哈利（英語：Euharlee）是一個位於美國喬治亞州巴托縣的城市。

## 地理
尤哈利的座標為34°08′50″N 84°56′11″W / 34.14722°N 84.93639°W，而該地的平均海拔高度為208米（即682英尺）。

## 人口
根據2010年美國人口普查的數據，尤哈利的面積為14.10平方千米，當中陸地面積為13.70平方千米，而水域面積為0.40平方千米。當地共有人口4136人，而人口密度為每平方千米293人。